# Filipos Filipu
Filipos Filipu, gr. Φίλιππος Φιλίππου (ur. 29 września 1956 w Rizokarpaso) – cypryjski lekkoatleta, uczestnik Letnich Igrzysk Olimpijskich 1984.
Wystartował w dwóch konkurencjach: w biegu na 3000 m z przeszkodami (w półfinale zajął 12. miejsce) i w maratonie (nie ukończył).

## Wyniki
| Dystans               | Eliminacje                              | Półfinał    | Finał         | Finał |
| Dystans               | Eliminacje                              | Półfinał    | Wynik         |       |
| --------------------- | --------------------------------------- | ----------- | ------------- | ----- |
| 3000 m z przeszkodami | 7. miejsce w biegu kwalifikacyjnym (QU) | 12. miejsce | Nie awansował |       |
| Maraton               |                                         |             | DNF           |       |

## Rekordy życiowe
- 3000 metrów z przeszkodami – 8.24.01 (1983)